# Sanicula elata
La sanícula (Sanicula elata) es una especie herbácea perenne perteneciente a la familia de las apiáceas.

## Distribución
El área de distribución nativa de esta especie se extiende desde África Austral y Oriental, hasta las regiones de Asia Oriental (especialmente en el sur), Asia del Sur, Sudeste Asiático y el suroeste de Arabia. Crece principalmente en el bioma subtropical.

## Taxonomía
Sanicula elata fue descrita por Francis Buchanan-Hamilton y tanto validado como publicado por David Don en Prodromus Florae Nepalensis 183, en 1825.

#### Etimología
Ver: Sanicula
elata: epíteto latino que significa "alta".